# Mine!
Mine! (presentat com MiNE!) va ser un grup de música pop de Barcelona. Va formar part de l'escenari d'indie pop de la ciutat de 2005 fins a 2013.
El 2005 els barcelonins Bernat Sànchez, Albert Rams, Ricardo Malo i Oriol Romaní van fundar el grup Mine!. El grup va guanyar el concurs Sona9 de 2009, després de publicar el seu primer disc l'any previ. La primavera de 2009 va presentar el segon disc, El cavall de l'emperador, abans l'EP Selva de mar la tardor vinent, de nou a la petita discogràfica Yellow Gate Records.
El 2010 va aconseguir un contracte amb Música Global. A la tardor del mateix any va publicar l'àlbum Un brindis pel nen androide, sota una producció liderada per Ricky Falkner i amb sonoritats a l'estil seixantera de cara de The Beatles i també del punk de The Smiths. Va presentar l'EP Les maresmes maleïdes a la tardor de 2011, i en aquest temps el grup es va descriure com a la primera línia del pop català.
El desembre del 2012 van publicar l'àlbum La fi del món, aquesta vegada amb una producció en mans de Pere Jou (Quart Primera). Es va convertir en l'últim disc de la banda, que la tardor de 2013 va anunciar una aturada indefinida de les seves activitats, després de la gira de l'any. Després de la dissolució del grup, els seus integrants han format part de grups com Falciots Ninja, Murdoc o Alavedra.

## Discografia
- Villa Antonieta (The Yellow Gate, 2008)
- El cavall de l'emperador (The Yellow Gate, 2009)
- Selva de mar (EP, The Yellow Gate, 2009)
- Un brindis pel nen androide (Música Global, 2010)
- Les maresmes maleïdes (EP, Música Global, 2011)
- La fi del Món (Música Global, 2012)